# Topologia iniziale
In matematica, in particolare in topologia generale, la topologia iniziale su un insieme rispetto ad una famiglia di funzioni definite sull'insieme, anche detta topologia debole, topologia limite o topologia proiettiva, è la topologia meno fine tale per cui le funzioni della famiglia sono continue.
Negli spazi vettoriali topologici, come gli spazi normati, solitamente la topologia iniziale è detta "topologia debole", e si tratta della topologia iniziale rispetto ai funzionali dello spazio duale.
La topologia di sottospazio e la topologia prodotto sono casi speciali di topologie iniziali. La struttura duale alla topologia iniziale è detta topologia finale.

## Definizione
Sia dato un insieme {\displaystyle X} ed una famiglia {\displaystyle (Y_{i})_{i\in I}} di spazi topologici. Si consideri una famiglia di funzioni {\displaystyle f_{i}:X\to Y_{i}} che ha per dominio l'insieme {\displaystyle X}. Si definisce topologia iniziale {\displaystyle \tau } su {\displaystyle X} rispetto alla famiglia di funzioni la topologia meno fine tale per cui le funzioni {\displaystyle f_{i}:(X,\tau )\to Y_{i}} sono continue.
La topologia iniziale può essere vista come la topologia generata dagli insiemi della forma {\displaystyle f_{i}^{-1}(U)}, dove {\displaystyle U} è un insieme aperto di {\displaystyle Y_{i}}.

## Proprietà
La topologia iniziale su {\displaystyle X} può essere caratterizzata dalla seguente proprietà: una funzione {\displaystyle g:Z\to X} è continua se e solo se {\displaystyle f_{i}\circ g} è continua per ogni {\displaystyle i\in I}.
Per la proprietà della topologia prodotto ogni famiglia di funzioni continue {\displaystyle f_{i}:X\to Y_{i}} definisce un'unica mappa:
{\displaystyle f\colon X\to \prod _{i}Y_{i}\,}
detta in inglese evaluation map. Si dice che una famiglia di funzioni {\displaystyle \{f_{i}:X\to Y_{i}\}} separa i punti in {\displaystyle X} se per ogni {\displaystyle x\neq y\in X} esiste un indice i tale che {\displaystyle f_{i}(x)\neq f_{i}(y)}. Questo avviene se e solo se {\displaystyle f} è iniettiva. La funzione {\displaystyle f} è un'immersione topologica se e solo se {\displaystyle X} ha la topologia iniziale definita dalle funzioni {\displaystyle \{f_{i}\}}, e tale famiglia di mappe separa i punti in {\displaystyle X}.
Se in uno spazio {\displaystyle X} è definita una topologia è spesso utile sapere se si tratta della topologia iniziale indotta da qualche famiglia di funzioni su {\displaystyle X}. Una famiglia di funzioni {\displaystyle \{f_{i}:X\to Y_{i}\}} separa i punti dai chiusi in {\displaystyle X} se per ogni insieme chiuso {\displaystyle A\subset X} e per ogni {\displaystyle x} che non appartiene ad {\displaystyle A} esiste un indice i tale per cui:
{\displaystyle f_{i}(x)\notin \operatorname {cl} (f_{i}(A))}
dove {\displaystyle \operatorname {cl} } è l'operatore di chiusura.
In particolare, si dimostra che una famiglia di mappe continue {\displaystyle \{f_{i}:X\to Y_{i}\}} separa i punti dai chiusi se e solo se gli insiemi {\displaystyle f_{i}^{-1}(U)}, con {\displaystyle U\subset Y_{i}} aperto, formano una base per la topologia su {\displaystyle X}. Segue che se {\displaystyle \{f_{i}\}} separano i punti dai chiusi allora lo spazio {\displaystyle X} ha la topologia iniziale indotta da tali funzioni. La relazione inversa non è valida, poiché in generale gli insiemi {\displaystyle f_{i}^{-1}(U)} formano una sottobase per la topologia iniziale.
Se {\displaystyle X} è uno spazio T0 allora ogni collezione di mappe {\displaystyle \{f_{i}\}} che separa i punti dai chiusi in {\displaystyle X} deve anche separare i punti. In tal caso, l'evaluation map è un'immersione.

## Topologia debole in spazi vettoriali topologici
Sia {\displaystyle K} un campo topologico, ovvero un campo con una topologia tale per cui l'addizione, la divisione e la moltiplicazione sono funzioni continue (nella definizione topologica di continuità). Sia {\displaystyle X} uno spazio vettoriale topologico su {\displaystyle K}, ovvero uno spazio vettoriale su {\displaystyle K} con una topologia tale per cui la somma vettoriale e la moltiplicazione per scalare sono continue. 
Si possono definire diverse topologie su {\displaystyle X} utilizzando lo spazio duale continuo {\displaystyle X^{*}}, composto da tutti i funzionali lineari su {\displaystyle X} (a valori in {\displaystyle K}) continui rispetto alla topologia data. La topologia debole su {\displaystyle X} è la topologia iniziale rispetto a {\displaystyle X^{*}}. Si tratta della topologia più grezza tale per cui ogni funzionale di X* è una funzione continua.